# أمجد عطوان
أمجد عطوان كاظم (مواليد 12 مارس 1997) هو لاعب كرة قدم عراقي، يلعب حالياً لنادي زاخو في اقليم كردستان العراق . شارك في بطولة آسيا تحت 23 سنة 2016 التي أقيمت في قطر.

## إحصائيات

### الاهداف الدولية مع المنتخب
| # | التاريخ              | المكان                  | الخصم   | عدد الاهدف | النتيجة | المناسبة                                     |
| - | -------------------- | ----------------------- | ------- | ---------- | ------- | -------------------------------------------- |
| 1 | 15 أكتوبر 2015       | ملعب بنوم بن الأولمبي   | كمبوديا | 3-0        | 4-0     | تصفيات كأس العالم 2022 – آسيا الجولة الثانية |
| 2 | 12 كانون الثاني 2023 | ملعب جذع النخلة، البصرة | اليمن   | 2–0        | 5–0     | كأس الخليج 25                                |

## الجوائز والإنجازات

### الجماعية
العراق
- كأس الخليج العربي (1): 2023
- كأس ملك تايلاند (1): 2023

## روابط خارجية
- أمجد عطوان على موقع إي إس بي إن إف سي (الإنجليزية)
- أمجد عطوان على موقع قاعدة بيانات كرة القدم.إي يو (الإنجليزية)
- أمجد عطوان على موقع ناشيونال فوتبول تيمز (الإنجليزية)
- أمجد عطوان على موقع Soccerway.com (الإنجليزية)
- أمجد عطوان على موقع عالم كرة القدم.نت (الإنجليزية)
- أمجد عطوان على موقع أوليمبيديا (الإنجليزية)